# Sabanalagus
Sabanalagus Averianov, 1998 è un sottogenere del genere Lepus, comprendente tutte le specie di mammiferi lagomorfi conosciuti col nome comune collettivo di lepri.
Al sottogenere vengono ascritte solamente due specie, caratterizzate da dimensioni medie (attorno al mezzo metro di lunghezza), corpo snello e slanciato, collo lungo e sottile e grossa testa arrotondata, con orecchie sottili e di medie dimensioni.

## Tassonomia
La classificazione del sottogenere, estratta dall'Integrated Tassonomic Information System, è la seguente:
Ordine Lagomorfi
- Famiglia Leporidae
  - Genere Lepus
    - Sottogenere Sabanalagus
      - Lepus fagani - lepre di savana etiope
      - Lepus microtis - lepre di savana

La validità del sottogenere, tuttavia, è stata a più riprese contestata, considerando la specie fagani come sottospecie di microtis, a sua volta spesso accorpata come complesso di sottospecie a Lepus saxatilis, attualmente classificata addirittura in un differente sottogenere (Proeulagus).

## Biologia
Le due specie ascritte al sottogenere vivono esclusivamente in  Africa, dove spesso il loro areale si sovrappone a quello di altre specie congeneri, con le quali la competizione viene ridotta al minimo dal fatto che questi animali si adattano ad ambienti più cespugliosi o ad altezze più elevate rispetto a quelle preferite dalle altre lepri. Hanno abitudini prevalentemente solitarie e notturne, mentre durante il giorno riposano nascoste fra i cespugli o negli anfratti rocciosi. Hanno una dieta esclusivamente erbivora.